# Schnepfenbach (Mergbach)
Der Schnepfenbach ist ein knapp ein Kilometer langer Bach im Odenwald und ein rechter und südöstlicher Zufluss des Mergbaches, der im hessischen Odenwaldkreis verläuft.

## Geographie

### Verlauf
Der Schnepfenbach entspringt im Odenwald auf einer Höhe von etwa 268 m ü. NN  in einer Feuchtwiese am Nordwesthang des Heidenberges (330,1 m ü. NN) südlich von Reichelsheim. Er fließt in nordwestlicher Richtung durch eine Wiesenlandschaft. Bei Reichelsheim, nach der Unterquerung der Heidelberger Straße, mündet er schließlich auf einer Höhe von etwa 218 m ü. NN in den Mergbach.

### Flusssystem Gersprenz
- Fließgewässer im Flusssystem Gersprenz